# Argostemma lanceolatum
Argostemma lanceolatum är en måreväxtart som beskrevs av Henry Nicholas Ridley. Argostemma lanceolatum ingår i släktet Argostemma och familjen måreväxter. Inga underarter finns listade i Catalogue of Life.